# Charles Oppenheimer

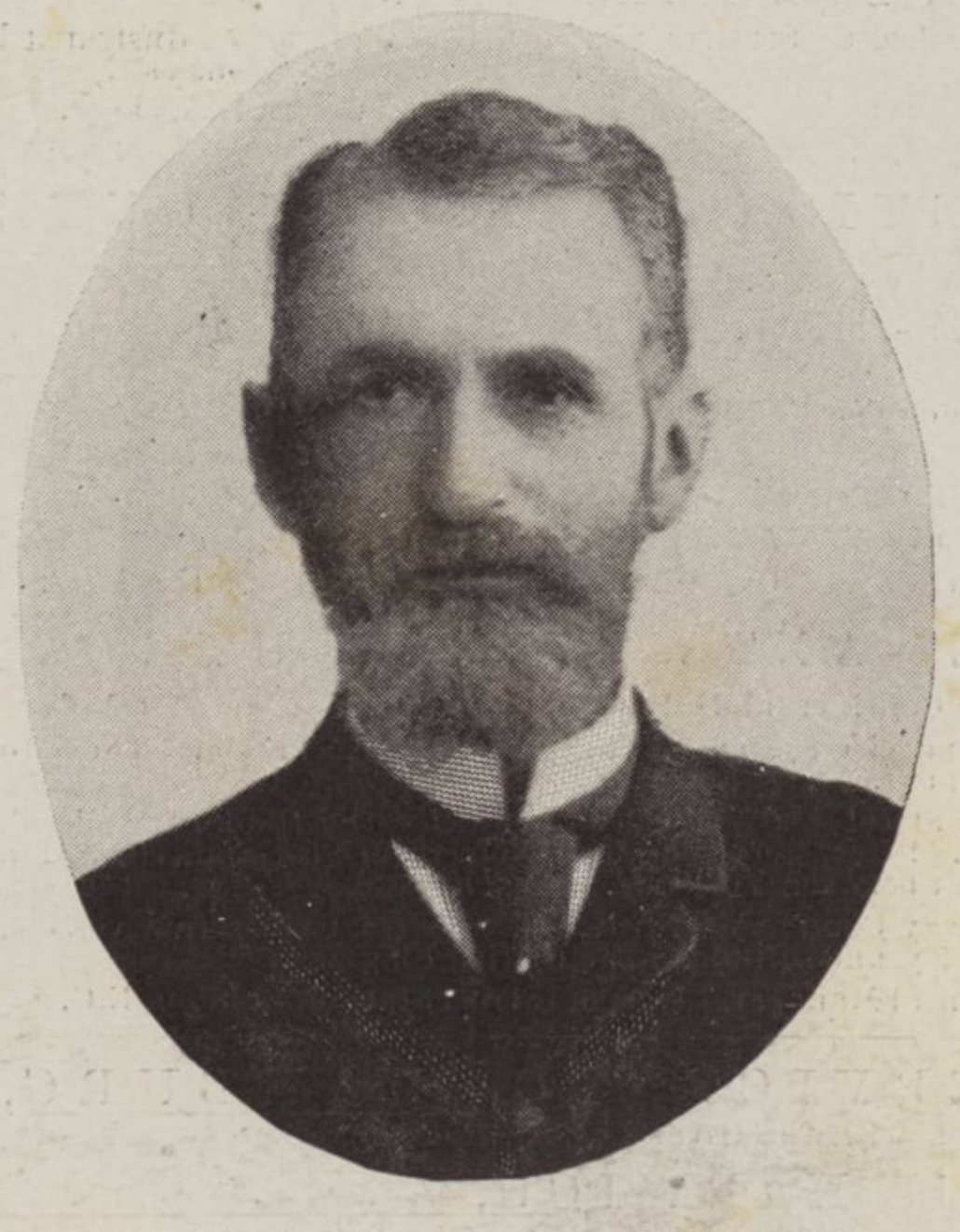
Sir Charles Oppenheimer, 1900

Sir Charles Oppenheimer (* 29. Februar 1836 in Nastätten; † 21. Juni 1900 in Frankfurt am Main) war Honorargeneralkonsul von Großbritannien und Irland in Frankfurt am Main.

## Leben

### Herkunft
Oppenheimer war Sohn des Issac Feist Oppenheimer (1802–1884) und dessen Ehefrau Esther Oppenheimer (1805–1854).

### Karriere
Oppenheimer absolvierte in Frankfurt seine Ausbildung und zog im Alter von 18 Jahren nach London. In London gründete er 1860 die heutige Firma A. Oppenheimer und Co. Ltd., welche er bis 1871 als Geschäftsführer leitete, bis er 1875 wieder nach Frankfurt zurückkehrte. In Frankfurt wurde er 1880 Konsul von Hessen-Nassau und dem Großherzogtum Hessen und 1882 Generalkonsul von Großbritannien und Irland für den dortigen Distrikt und das Großherzogtum Baden. Für seine ausgezeichnete Arbeit wurde er 1892 von Königin Victoria als Knight Bachelor geadelt. 1897 wurde ihm die Queen Victoria Diamond Jubilee Medal verliehen.

### Familie
Im Jahre 1864 heiratete Oppenheimer Bertha Goldbeck (1843–1919), Tochter des Frankfurter Textilhändlers Leopold Goldbeck, und bekam mit ihr sechs Kinder:
- Emily Oppenheimer (1865–1954) ⚭ 6. Juni 1887 Rollo von Kornatzki (1853–1940), deutscher Oberst;
- Helena Oppenheimer (* um 1867);
- Minnie Oppenheimer (* um 1868);
- Blanche Oppenheimer (* um 1869);
- Sir Francis Charles Oppenheimer (1871–1961), britischer Diplomat;[4]
- Albert Martin Oppenheimer (1872–1945).